# Count De Nocte
Count De Nocte ist eine finnische Dark- und Melodic-Death-Metal-Band aus Heinola, die 1992 unter dem Namen Endoparasites gegründet wurde. Mittlerweile hat die Gruppe ihren Sitz in Tampere.

## Geschichte
Die Band wurde im Jahr 1992 unter dem Namen Endoparasites in Heinola als Quartett gegründet. Im Herbst des Jahres 1994 stieß J. Orpana als zweiter Gitarrist hinzu, woraufhin sich die Gruppe in Count De Nocte umbenannte. Frühe Auftritte der Gruppe schlossen Feuerspucken und das Auftragen von Corpsepaint ein, diese Elemente wurden jedoch bei späteren Auftritten gestrichen. Nach einem ersten Demo namens Nos Omnes Una Manet erreichte die Band 1996 einen Plattenvertrag bei dem polnischen Label Mad Lion Records. Danach mussten die Mitglieder ihren Wehrdienst ableisten, wodurch es still wurde um die Gruppe. 1998 erschien bei dem Label eine EP namens Sorores Nocte Genitae. Im März 1999 schloss sich eine Europatournee mit Krabathor und Yattering an. Nach der Tour stieß A. Aronen als Keyboarder dazu und die Aufnahmen zum Debütalbum Carpe Noctum begannen. Die Veröffentlichung fand im Jahr 2001 bei Mad Lion Records statt. Im Anschluss verließ der Bassist Jukka Salonen die Besetzung, woraufhin er im Herbst 2001 durch Antti Ahonen ersetzt wurde und die Band nach Tampere zog. Nach Arbeiten an neuem Material verließ Aronen im Herbst 2002 die Gruppe und wurde durch A. Pajuoja ersetzt. Nach längeren Proben begab sich die Band 2003 ins Studio, um das zweite Album namens Luctisonus Dolor aufzunehmen. Im März und April ging es zudem auf eine zweite Tour durch Europa, an der sich auch Neglected Fields beteiligte. Aufgrund von Problemen mit dem Zoll, war es der Band zunächst nicht möglich, nach einem Konzert in Minsk wieder abzureisen, wodurch mehrere Konzerte in Polen ausfallen mussten. Nach der Tour verließ Pajuoja die Gruppe, um sich auf seine eigenen Projekte konzentrieren zu können. Im Sommer 2003 stieß Juha Korsumäki als neuer Keyboarder hinzu. Im November spielte die Band zum ersten Mal nach langer Zeit in Tampere, ehe im Frühling 2004 ein weiterer Auftritt folgte. Danach zog der Sänger Tuomar Nieminen in die Schweiz, wodurch die Band geradezu gelähmt war. Den Rest des Jahres war die Band daraufhin weitestgehend inaktiv, während sich die verbliebenen Mitglieder anderen Projekten widmeten. 2005 zog Nieminen nach Irland. Jedoch gelang es der Band trotzdem ein paar neue Lieder zu schreiben. Bis zum Erscheinen von Luctisonus Dolor im November über Mad Lion Records war Count De Nocte jedoch weiterhin größtenteils inaktiv. Im Januar 2006 entschied sich Orpanan aufgrund fehlender Motivation für seinen Ausstieg, woraufhin der Keyboarder Korsumäki zusätzlich das Spiel der E-Gitarre übernahm. Im Sommer 2006 gab Nieminen sein endgültiges Ausscheiden bekannt. Nach längerer Diskussion setzte die Band ihre Aktivität ohne ihn fort. Im Herbst 2007 übernahm daraufhin Aatu Ketola den Gesangsposten. Es folgten Auftritt in Finnland und anderen Teilen Europas, ehe Ketola aus Zeitgründen im Sommer 2009 seinen Dienst quittierte. Sein Platz wurde nun durch Jiri „Abomination“ Alanko eingenommen und neue Lieder wurden geschrieben. Der Prozess zog sich aus Zeitgründe jedoch sehr hin. Im August 2011 fügten sich der Bassist Mika Kalmisto und der Gitarrist Pekka Saarinen als neue Mitglieder ein, woraufhin sich der Schreibprozess beschleunigte.

## Stil
Rüdiger Stehle von Powermetal.de schrieb in seiner Rezension zu Luctisonus Dolor, dass hierauf recht melodischer Black Metal enthalten ist und zog Vergleiche zu Dimmu Borgir und frühen Satyricon. Spieltechnisch seien die Songs einwandfrei, wobei das Schlagzeug manchmal zu monoton klinge. Größtenteils würden die Lieder jedoch zu abwechslungsarm ausfallen, sodass der Wiedererkennungswert nur gering sei. Das Tempo der Songs sei meist hoch. Stendahl von Metal.de rezensierte das Album ebenfalls und fühlte sich an Eternal Tears of Sorrow, Kalmah, Norther, Faerghail und Children of Bodom erinnert. Die Gruppe vermische Black-, Thrash-, Death-, Gothic- und etwas Dark-Metal sowie ein paar moderne Elemente. Besonders charakteristisch seien die „kleistrigen“ und teils kitschigen Keyboards. Insgesamt würde er die Musik als „Melodic Dark Metal“ zusammenfassen. Der Sound des Albums klinge verwaschen, der Gesang sei keifend und monoton, während die Keyboards einen opulenten Charakter hätten. Die Lieder seien im mittleren Geschwindigkeitsbereich und hätten ein wenig einen Cradle-of-Filth-Charakter. Kompositorisch komme man jedoch an diese Band nicht heran und das ganze sei schon besser von Bands wie Bishop of Hexen und Winterhorde umgesetzt worden.

## Diskografie
als Endoparasites
- 1993: Lifetheatre (Demo, Eigenveröffentlichung)

als Count De Nocte
- 1995: Nos Omnes Una Manet (Demo, Eigenveröffentlichung)
- 1998: Sorores Nocte Genitae (EP, Mad Lion Records)
- 2002: Carpe Noctum (Album, Mad Lion Records)
- 2005: Luctisonus Dolor (Album, Mad Lion Records)